# Chamoson
Chamoson (niem. Tschamboss) – miejscowość i gmina (commune) w południowej Szwajcarii, w kantonie Valais, w okręgu (district) Conthey. Leży nad Rodanem. 

## Demografia
W Chamoson mieszkają 4 053 osoby. W 2021 roku 17,8% populacji gminy stanowiły osoby urodzone poza Szwajcarią. 

## Współpraca
Miejscowość partnerska:
- Degersheim, St. Gallen

## Transport
Przez teren gminy przebiega autostrada A9